# Молчанов (Волынская область)
Молчанов (укр. Мовчанів) — село в Затурцевской сельской общине Владимирского района Волынской области Украины.
До 2020 года входило в Локачинский район.
Код КОАТУУ — 0722485804. Население по переписи 2001 года составляет 193 человека. Почтовый индекс — 45510. Телефонный код — 3374. Занимает площадь 180 км².